# Kommunalvägen

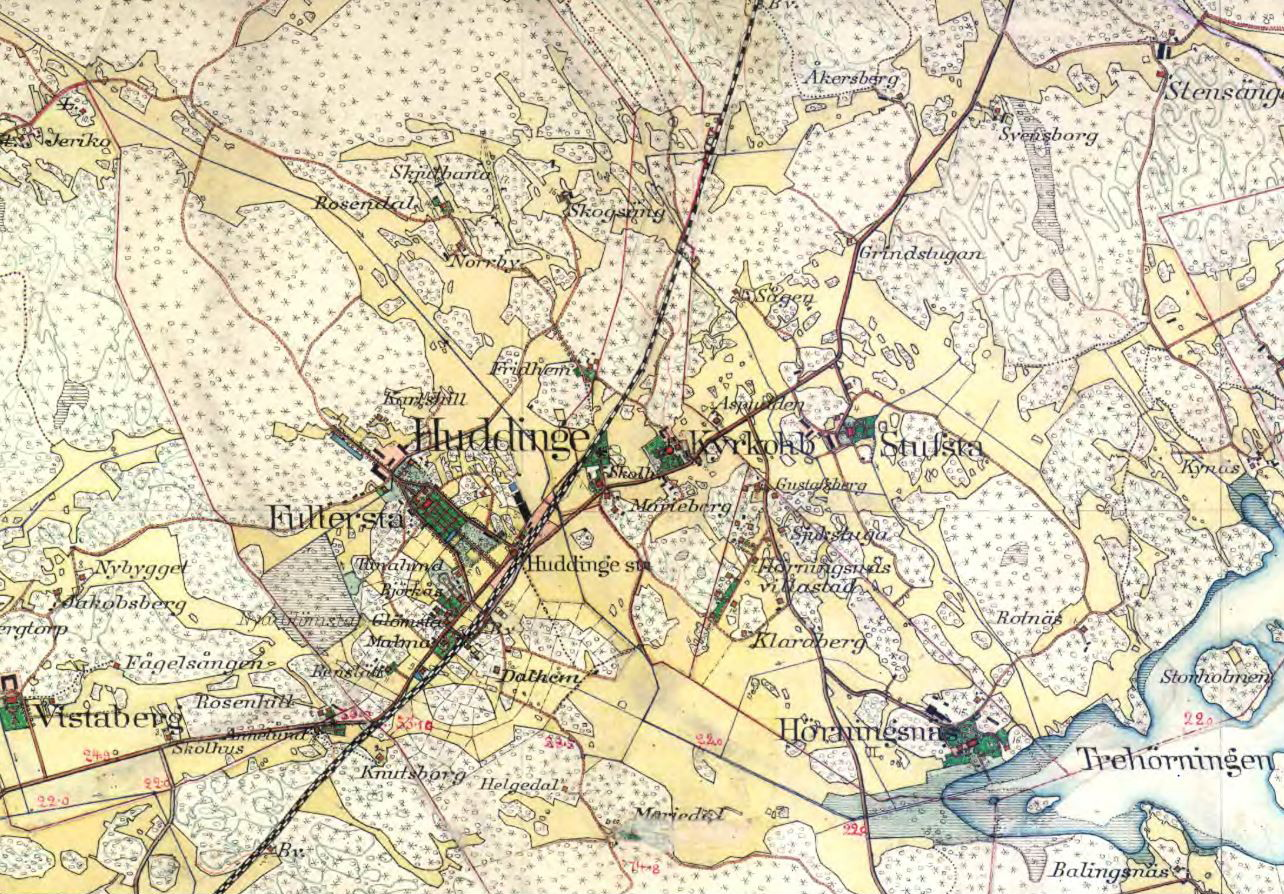
Dåvarande Huddingevägen på en karta över Huddinge socken från 1901-1906 med Huddinge station och Fullersta gård.

Kommunalvägen är en gata i kommundelen Sjödalen-Fullersta i centrala Huddinge kommun. Den sträcker sig nästan parallellt och väster om Västra stambananans järnvägsspår och är cirka 1,3 kilometer lång. Längs vägen finns bland annat Huddinge station, Huddinge Centrum, Huddinge kyrka och Huddinge kommunalhus. 

## Historik
Dagens Kommunalvägen var tidigare en del av Huddingevägen, som var den första direkta vägförbindelsen mellan centrala Huddinge och Skanstull. Vägen anlades på initiativ av Patron Pehr, godsägaren som hette Pehr Pettersson och som 1848 blev ägare till Fullersta gård. Han var en driftig lantbrukare och affärsman, som skapat sig en förmögenhet på brännvinstillverkning. Han gav mark till Statens Järnvägar mot löftet att få en station utanför sin gård (numera Huddinge station) och medverkade också till den ny vägsträckningen från Huddinge till Stockholm. Vägen förlorade sin betydelse som huvudfärdväg och blev lokalgata, när nuvarande Huddingevägen anlades på 1960-talet med sin sträckning på västra sidan om järnvägsspåret. Då fick Kommunalvägen även sitt nuvarande namn, uppkallad efter Huddinge kommunalhus som ligger vid vägen.

## Historiska bilder (dåvarande Huddingevägen)

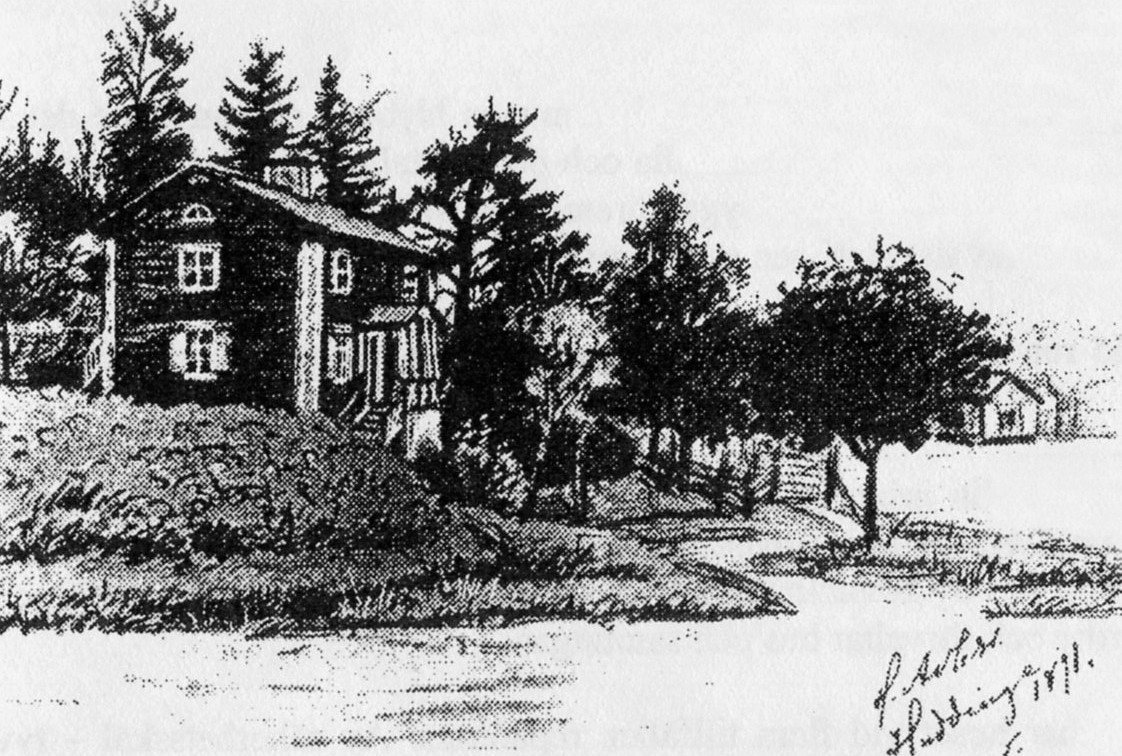
Vägen förbi Nyboda, teckning 1891
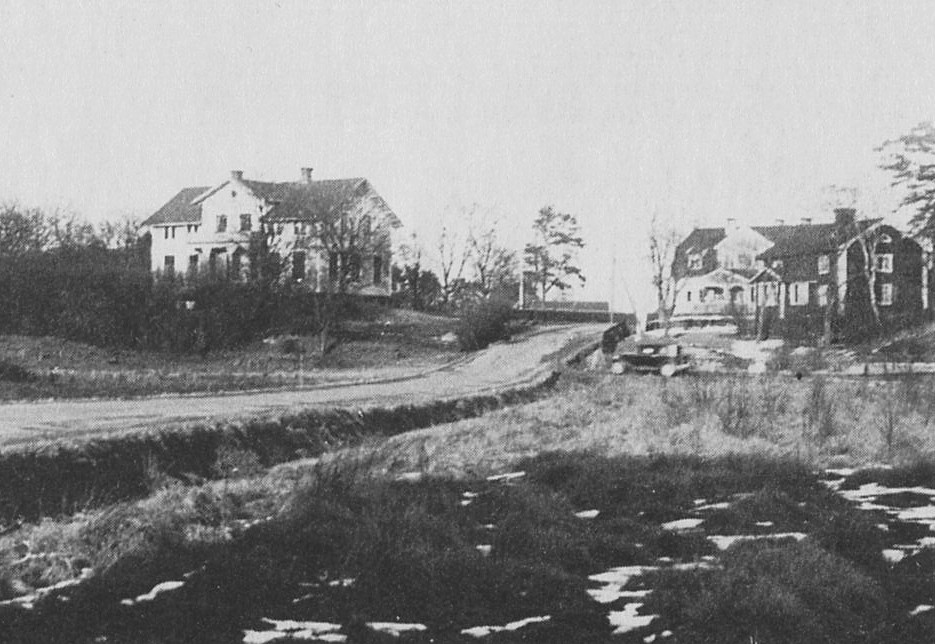
Vägen vid Huddinge kyrkskola, 1914
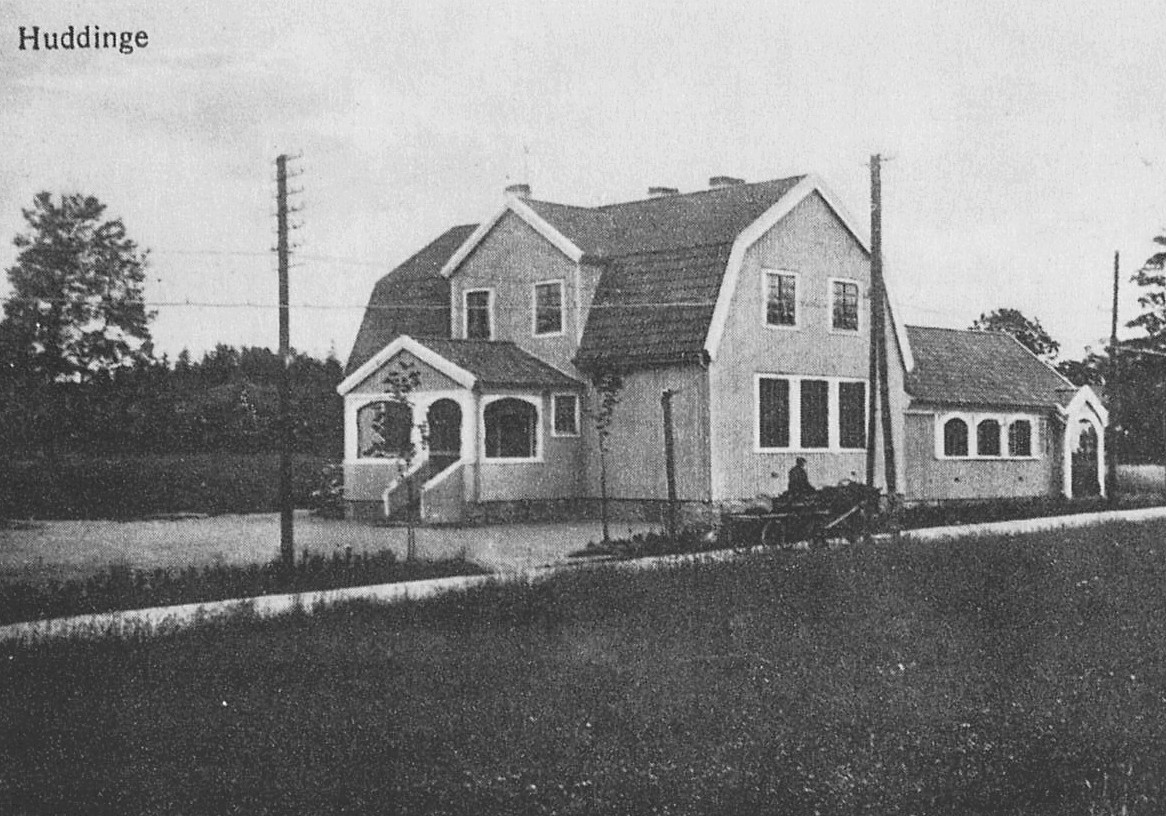
Vägen gick förbi Huddinge kyrkskola, 1920-talet
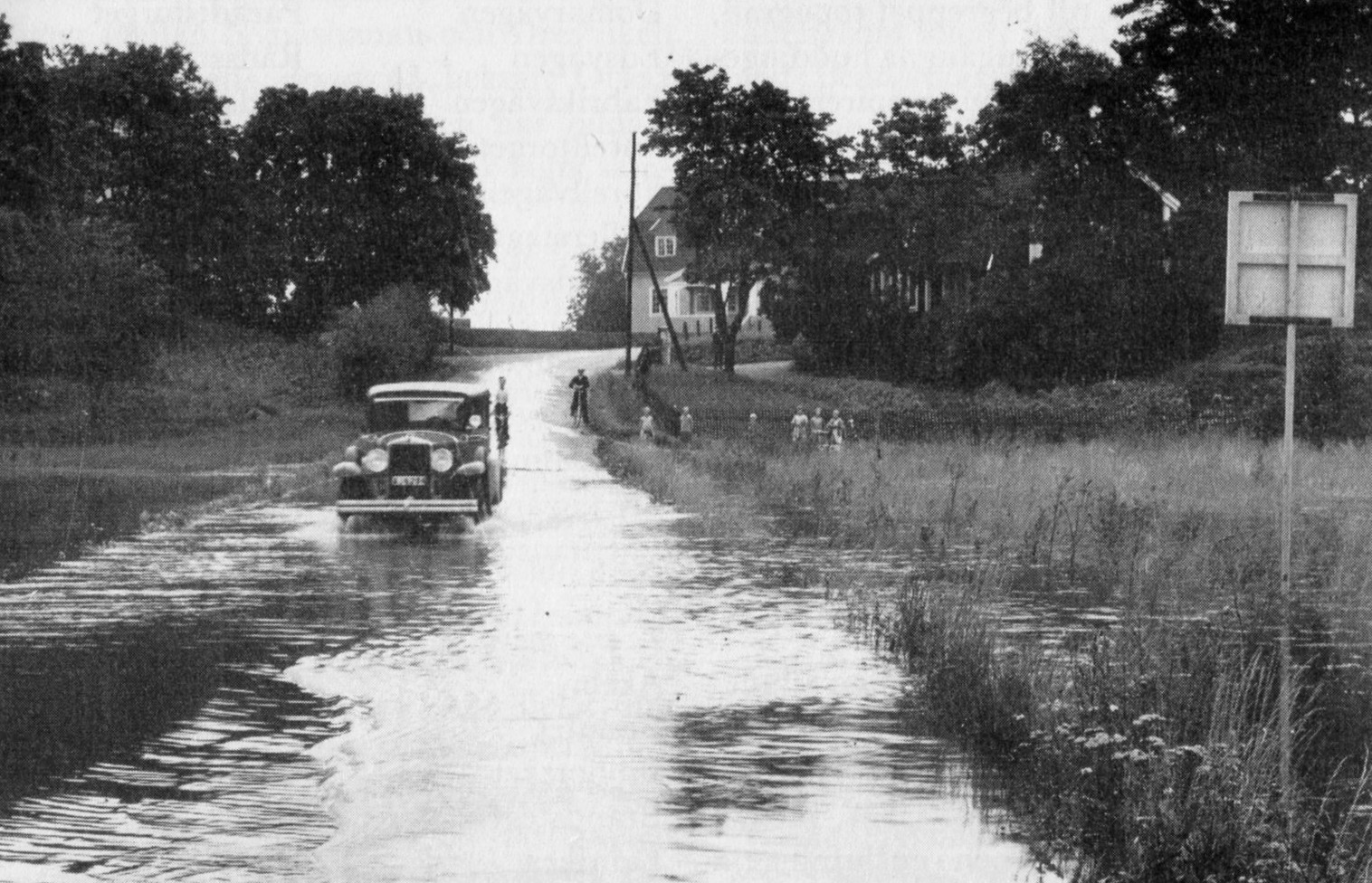
Översvämning i svängen vid Nyboda och Kyrkskolan, 1930-tal

## Nutida bilder (Kommunalvägen)

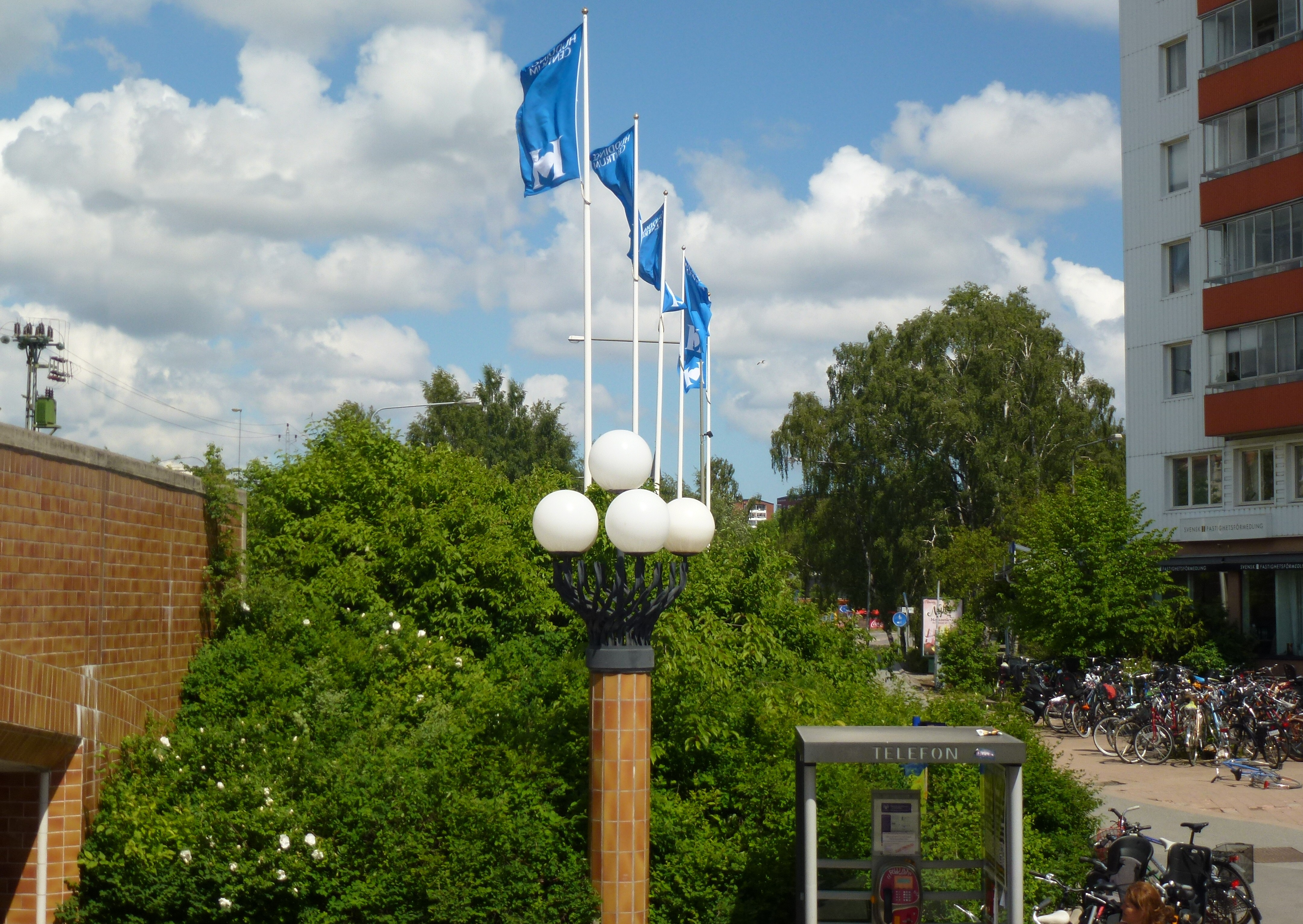
Vägen vid Huddinge station
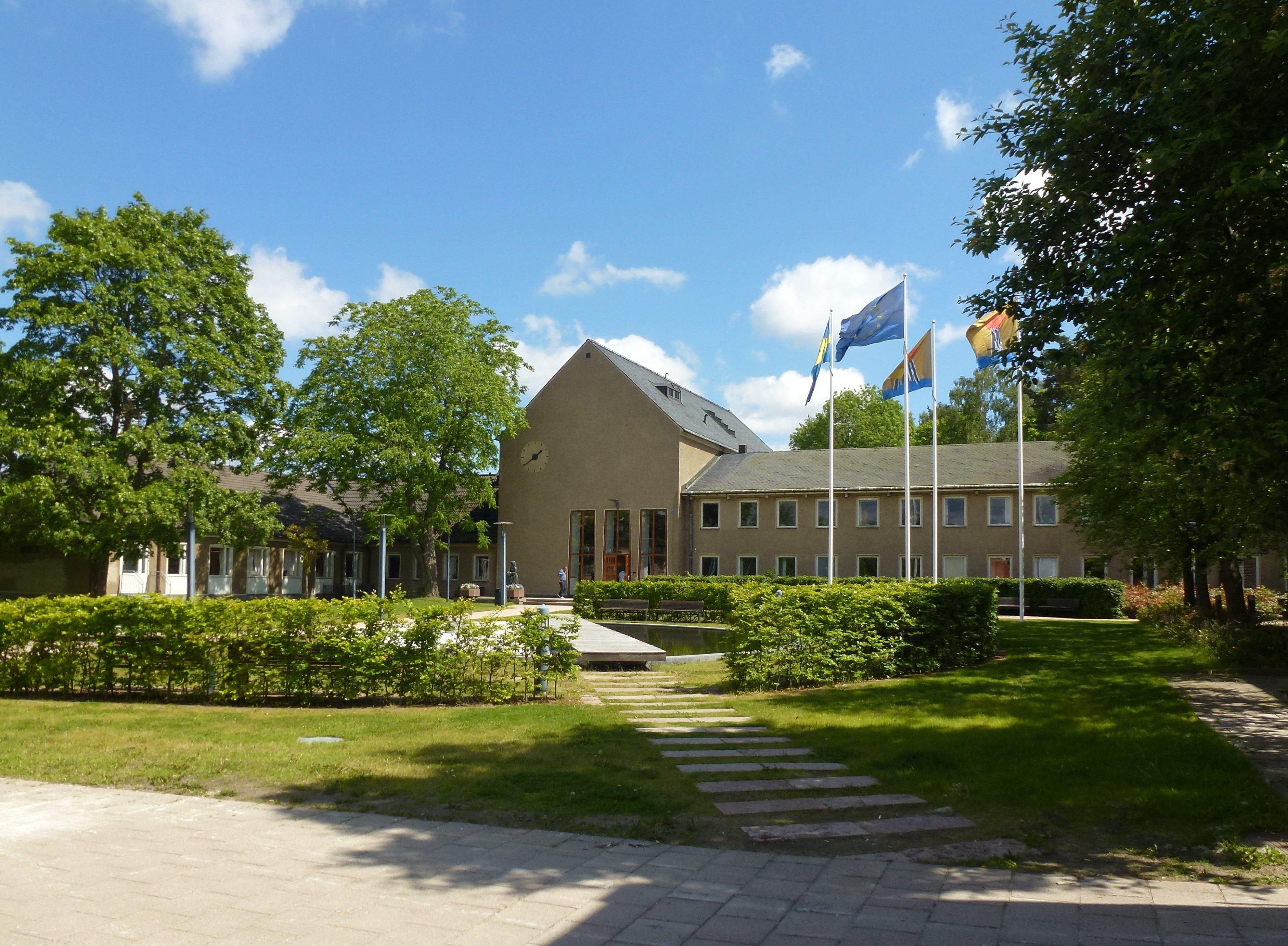
Vägen förbi Huddinge kommunalhus
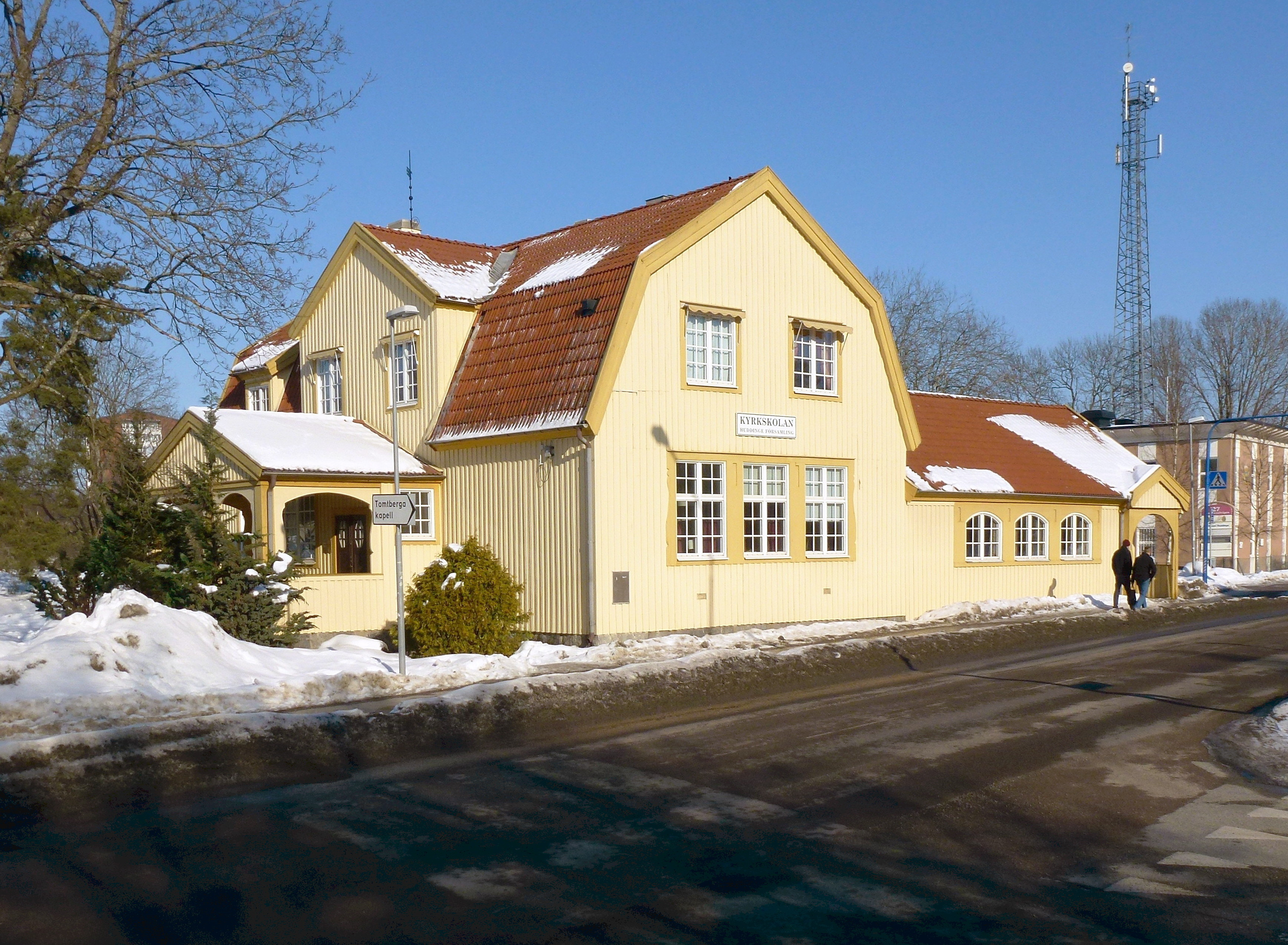
Vägen vid Huddinge kyrkskola
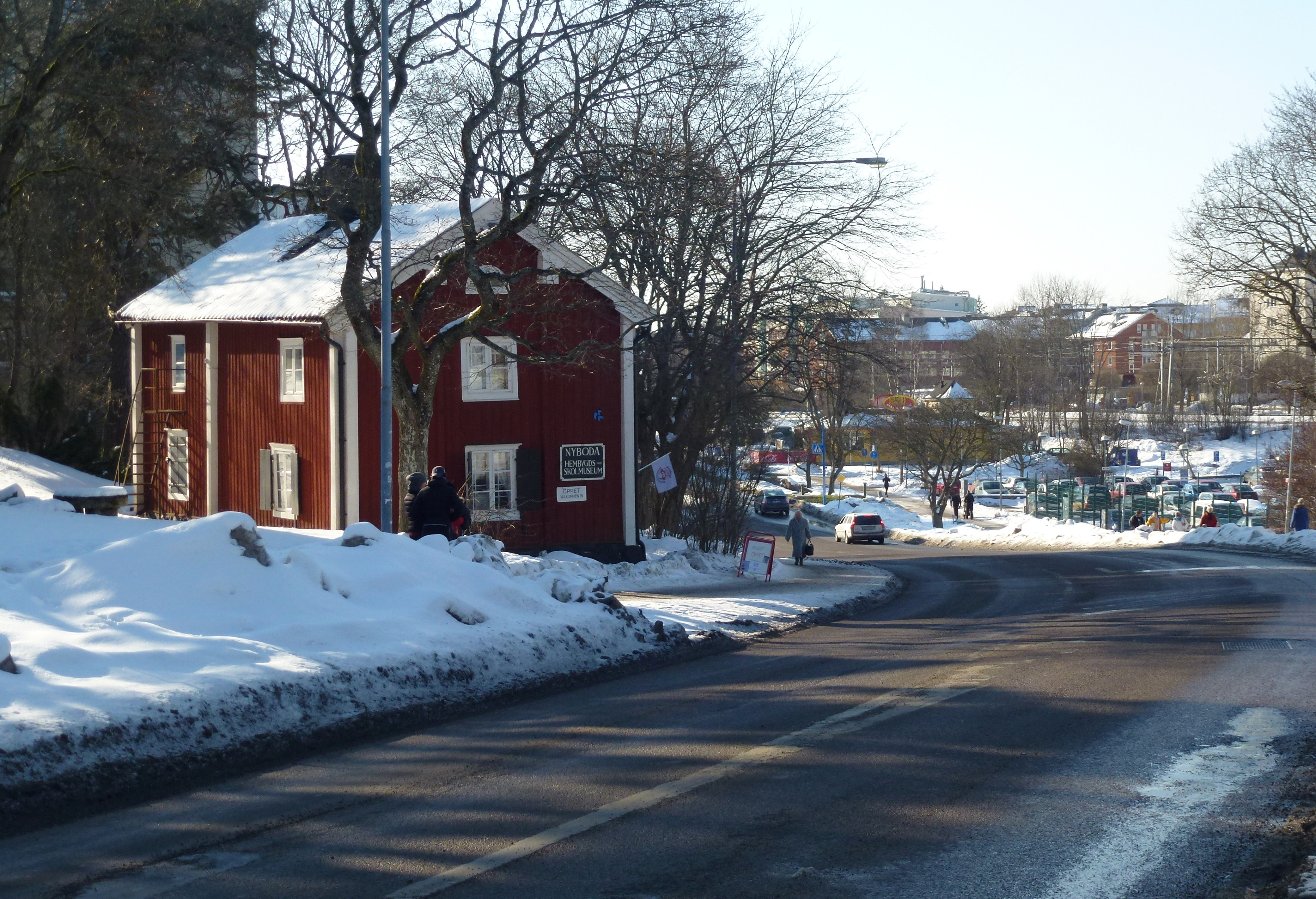
Vägen vid Nyboda hembygds- och skolmuseum

## Byggnader och anläggningar längs vägen (urval)
Längs Kommunalvägen finns en del intressanta byggnader (från väst till öst):
- Huddinge station
- Huddinge centrum
- Sjödalsparken
- Huddinge kyrka med Klockargården
- Nyboda hembygds- och skolmuseum
- Huddinge kyrkskola
- Huddinge kommunalhus
- Tomtbergsakolan
- Tomtberga hallen